# Червен-Бряг
Черве́н-Бряг (болг. Червен бряг) — город в Болгарии. Находится в Плевенской области, входит в общину Червен-Бряг. Население составляет 12 666 человек (2022).
Село Червен-Бряг упоминается впервые в османском налоговом регистре 1430 года как Джервен-Брег. В середине XVI века регистрируется как Добролык. В XVI век записано в османских документах как село Червен-Бряг. Имя происходит, по-видимому, от цвета встречающихся в окрестностях села красноватых глин.
Современный город основан в 1899 году в трёх километрах к западу от одноимённого села как станция на строящейся железной дороге из Софии в Варну. С открытием дороги станция стала центром торговли зерновыми, домашним скотом и другими продуктами сельского хозяйства. Указом № 402 по докладe премьер-министра Андрея Ляпчева 26 июня 1929 года станция Червен-Бряг получила статус города. В состав города вошло и старое село Червен-Бряг, сейчас известное как «Пятый квартал — Восточная зона».
В конце 1960-х на окраине города построен большой военный завод по производству бронетранспортёров и самоходных артиллерийских установок — Машиностроительный комбинат «Девятое мая», позже называвшийся АО «Бета». Разорванные связи между странами бывшего соцлагеря привели завод к затруднениям, в конце концов акционерное общество объявлено банкротом в 2009 году.

## Политическая ситуация
Кмет (мэр) общины Червен-Бряг — Данаил Вылов (внепартийный кандидат) по результатам выборов в правление общины в 2015 году. Уже руководил общиной в 2007-11 годах.

## Промышленность
На территории общины работает 88 хозяйственных субъектов. Есть девять крупных АО с государственным или частным капиталом, 29 коопераций, 40 сельскохозяйственных обществ и проч. Наиболее заметные предприятия:
- «Боряна» — производство мужской и женской одежды из трикотажа на экспорт в Западную Европу.
- «Палфингер» — подъёмные машины и сооружения.
- «Сирена Пешев» — машиностроительное предприятие.
- «Калинел» — швейное предприятие, работающее на сеть IKEA; крупнейший работодатель общины.
- «Бар-Грил Ропотамо» — пище-вкусовая промышленность.
- «Ета. БГ» — интернет и кабельное телевидение.

В городе сохранилась и действует построенная в БНР гостиница «Таганрог», названная в честь города-побратима в Ростовской области.

## Культура
В центре города есть памятник Василу Левскому. Читалиште имени Вапцарова занимается культурно-просветительской деятельностью.
Червен-Бряг — один из немногих болгарских городов, сохранивших побратимские отношения, установленные с советскими городами. Побратимом Червен-Бряга был Таганрог; хотя в 1990-е связи были прерваны, сейчас они снова развиваются. В 2018 году кмет (мэр) Червен-Бряга посетил с официальным визитом Таганрог, пригласил жителей города в гости на празднование 90-летия города Червен-Бряг.

## Галерея

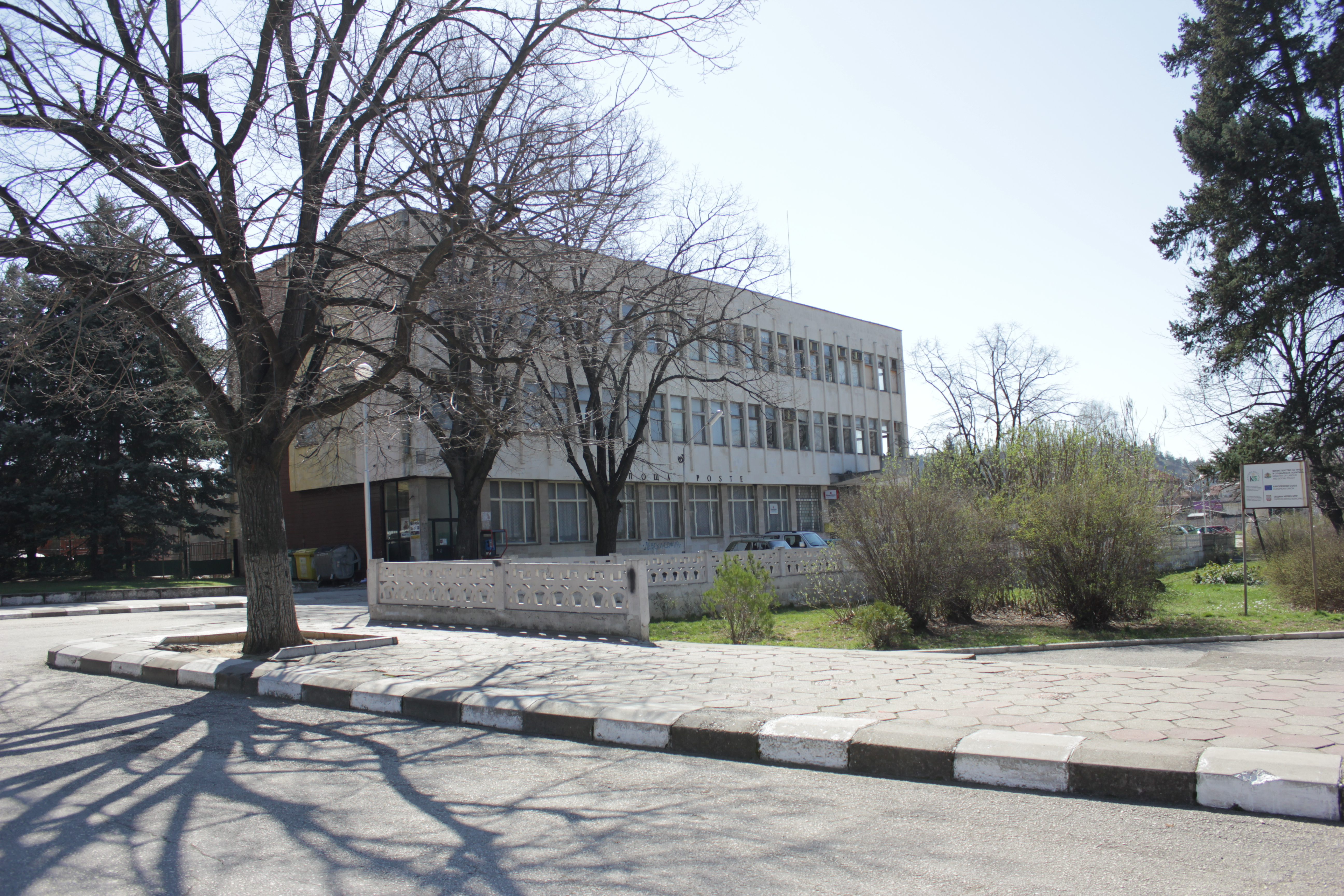
Почтовое отделение
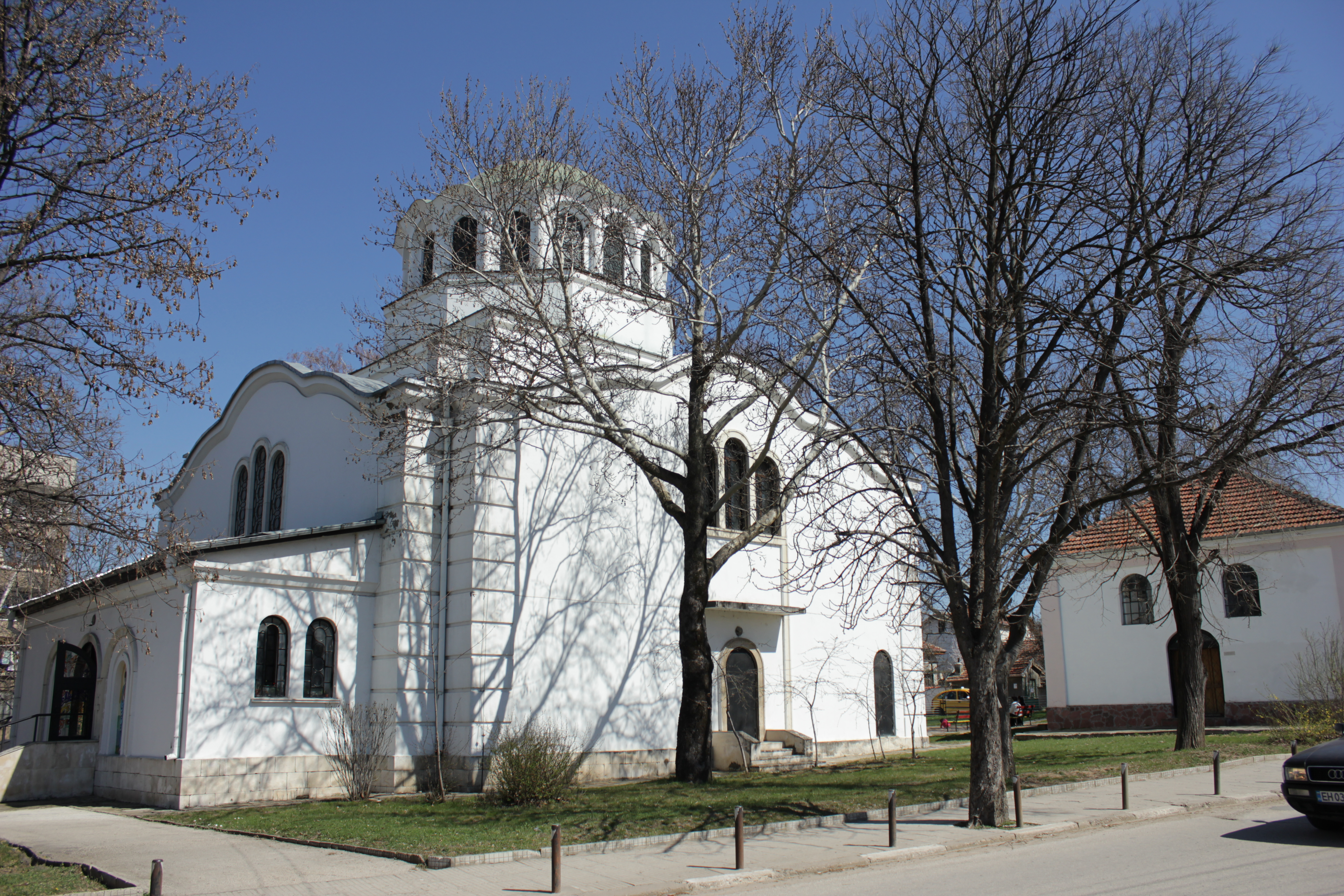
Храм Св. Софрония Врачанского
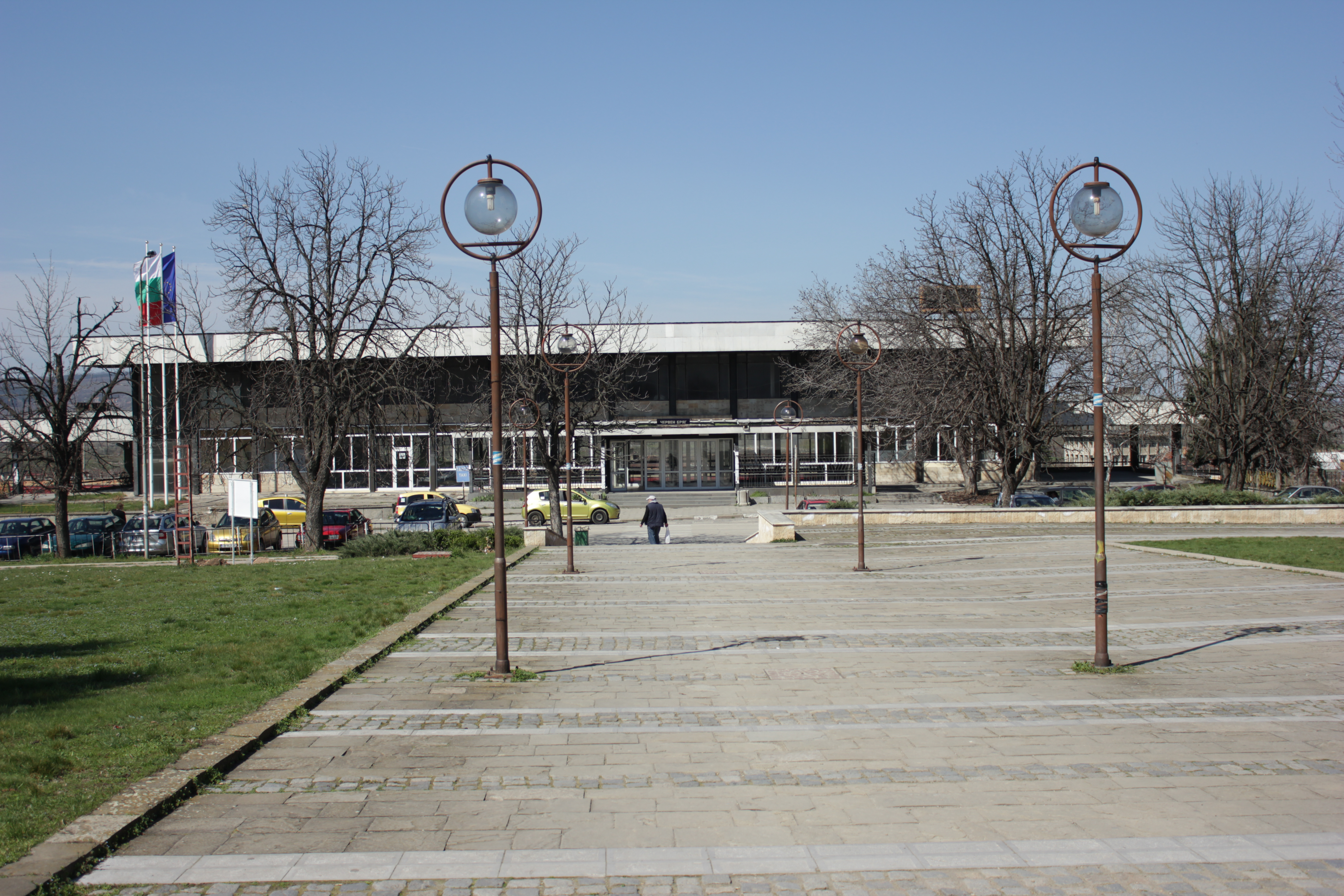
Вокзал
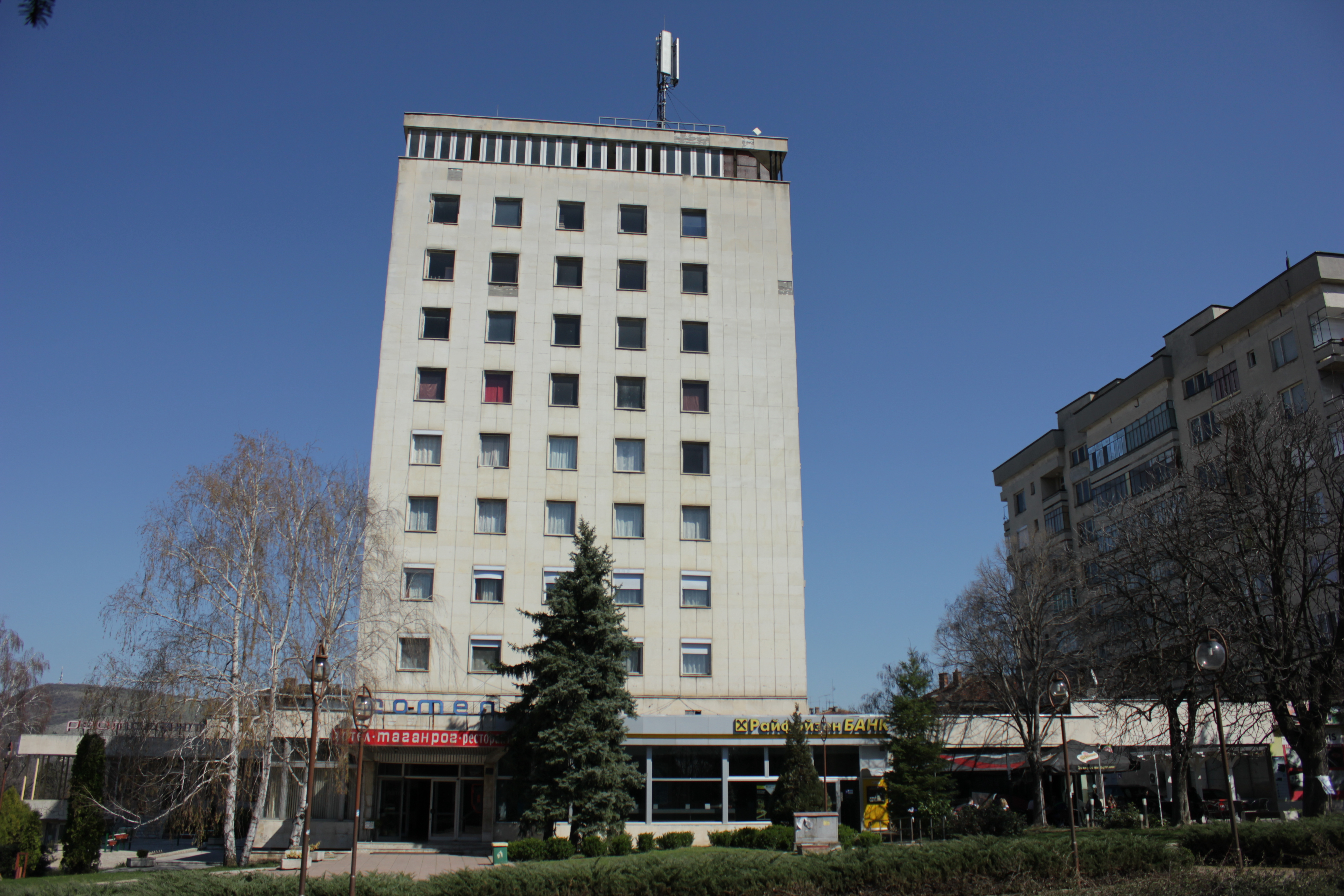
Гостиница «Таганрог»